# Sceloenopla ambarensis
Sceloenopla ambarensis es una especie de insecto coleóptero de la familia Chrysomelidae. Fue descrita científicamente en 1996 por Santiago-Blay.